# Paradise Theater (Bronx)

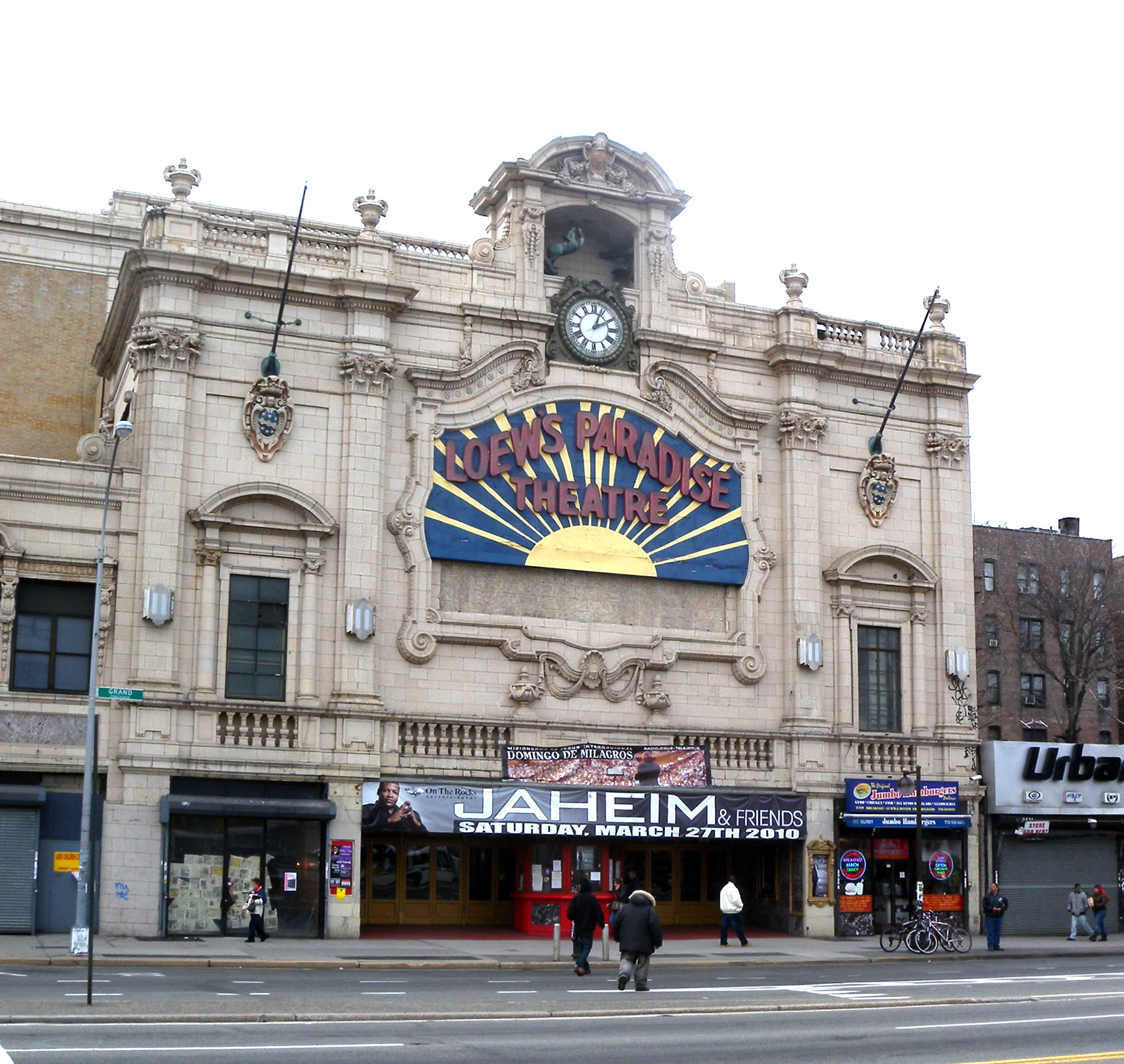
Das Paradise Theatre im Jahr 2010

Das Paradise Theater,  früher Loew’s Paradise Theatre, ist ein Veranstaltungszentrum und früheres Großkino, das im New Yorker Stadtbezirk Bronx liegt und die Adresse 2413 Grad Concourse hat.
Der Filmpalast wurde am 7. September 1929 eröffnet. Er sollte zur Kette der Paramount Pictures gehören, wurde aber kurz vor Baubeginn von Loew’s Theatres übernommen. Architekt war John Eberson, dessen Kinosäle berühmt für ihre illusionistischen Effekte waren, wie zum Beispiel elektrische Sternenhimmel. In den Nachkriegsjahren erfuhr das als venezianischer Schlosshof gestaltete Großkino einen allmählichen Niedergang. Viele Schmuckelemente gingen verloren, der große Saal wurde vierfach unterteilt. 1994 schloss das Kino und lag sechs Jahre lang brach. 1997 wurde es als New Yorker Wahrzeichen unter Denkmalschutz gestellt und in der Folge restauriert. Im Oktober 2005 wurde es als Bühne für Live-Veranstaltungen neu eröffnet und dient derzeit vor allem als Konzertsaal für Pop, Soul- und Jazzkonzerte.